# HRP-4C
HRP-4C, также известная как Миим — робот-гиноид, разработанный Национальным Институтом Передовой Науки и Технологии (англ. National Institute of Advanced Industrial Science and Technology (AIST) — японским научно-производственным объединением) совместно с компанией Kawada Heavy Industries.
Рост Миим составляет 159 сантиметров, а масса вместе с аккумуляторным блоком — 43 килограмма. Создатели смогли наделить своё творение более-менее реалистичными, антропоморфными чертами лица и тела. Она имеет типичное телосложение молодой японской девушки (цифры были получены из базы, содержащей данные измерений пропорций тела со всей страны). За плавное движение робота отвечают 30 электромоторов; ещё 8 управляют мимикой лица. Миим может распознавать слова, обращенные к ней и интерпретировать окружающие звуки. Также она может петь, используя программный синтезатор вокала — Vocaloid. Программная часть андроида создана на основе открытого движка Open Robotics Platform (OpenRTP), включающего также OpenRTM-aist и OpenHRP3.
Андроид был впервые показан широкой публике 16 марта 2009 года и повторно на Tokyo Digital Content Expo в 2010, где продемонстрировал свои улучшенные возможности мимики и танца.
Сфера применения включает в себя индустрию развлечений и отрасли, где также необходимы реалистичные аналоги человеческого тела.

## Вокальные данные
HRP-4C был показан на фестивале CEATEC JAPAN в июне 2009, где в полной мере продемонстрировал свои вокальные способности.
Для синтеза речи робот использует голосовые библиотеки Vocaloid CV-4Cβ, созданные компанией Crypton Future Media. Для создания библиотеки вокала в CV-4Cβ использовался голос Эрико Накамуры. Также однажды андроид HRP-4C предстал перед зрителями в образе Мику Хацунэ и исполнил ряд композиций, используя её голосовые библиотеки.